# Brandzeia filicifolia
Genre
Espèce
Classification phylogénétique
Synonymes
- Baithiaea rubriflora Drake[2]

Brandzeia filicifolia est une espèce de plantes à fleurs dicotylédones de la famille des Fabaceae, sous-famille des Caesalpinioideae, originaire de Madagascar. C'est l'unique espèce acceptée du genre Brandzeia (genre monotypique).